# 衛理欽
衛理欽（英語：Peter Barry Williams，1926年7月24日—2017年4月1日），英國殖民地官員，获得过大英帝國勳章。

## 生平
1946年5月3日曾加入Foresters營擔任少尉。1953年2月6日加入香港政府任職二級官學生（cadet officer），隨後擔任防衛司（1966年11月－1967年2月）、副社會事務司、行政司及勞工處處長（1977至78年），並曾任立法局官守議員。他曾在1975年8月獲擢升至首長級甲級政務官。1978年6月因在港擔任勞工處長而獲大英帝國勳章官佐勳章（O.B.E.），並在1978年8月自公務員體系退休，但於1979年2月至1980年9月12日間回港任公務員薪俸及服務條件常務委員會之第一位秘書長。1980年6月6日，港府公布衛理欽於同年10月接任陸鼎堂爵士擔任第三任廉政專員，衛氏於薪常會一職由原副社會事務司湛保庶（John Chambers）接任。
初時他對肅貪信心有限，例如一次午餐會提及雖然市民的支持為他帶來鼓勵，但相信貪風仍舊會存在。任內，廉署人員偵破的重大案件包括中巴司機向編更部門賄賂以換取駕駛較佳路線以及自巴士錢箱勾取車資的重大貪污案件，1989年被拍攝成廉政劇集《巴士銀》。
1983年12月31日因在港擔任公職而獲頒大英帝國勳章。1984年8月20日，港府宣布衛理欽於1985年1月1日接替戴宏志擔任常務司（General Duties Branch）以應付香港前途談判、《中英聯合聲明》和中英聯合聯絡小組所帶來的額外工作。1986年年底約滿退休，隨後返英。
2017年4月1日於康和郡Wadebridge一間療養院逝世，終年90歲，遺體於2017年7月7日被領走。

## 家庭
已婚，妻名不詳。有一女Karen及繼子Peter，二人於衞理欽逝世時均已逝世。